# Amici di Maria De Filippi (diciassettesima edizione, fase serale)
La diciassettesima edizione del talent show musicale Amici di Maria De Filippi è andata in onda nella sua fase serale dal 7 aprile all'11 giugno 2018 in prima serata su Canale 5 per dieci puntate con la conduzione di Maria De Filippi. Le prime sette puntate sono andate in onda di sabato, l'ottava e la nona di domenica, mentre la finale è andata in onda di lunedì. Le puntate, dopo cinque anni di differita, sono state trasmesse in diretta.
La sigla di questa edizione è stata Make Me Feel di Janelle Monáe eseguita dai professionisti, che accompagna nella prima puntata l'ingresso della commissione esterna e di Maria De Filippi. Nuovamente sono uscite di scena sia le figure dei direttori artistici che quella dei giudici e ritorna il televoto. Ci sono 2 commissioni: una interna formata dai professori e una commissione esterna formata, ogni puntata, da 6 elementi dello spettacolo nazionale ed internazionale, tra cui Heather Parisi, Giulia Michelini, Simona Ventura, Marco Bocci, Ermal Meta e Alessandra Amoroso. L'ingresso dei giudici e degli ospiti viene invece accompagnato dal brano di Pink, What About Us.
| Vincitori                | Vincitori        |
| Amici 17                 | Irama            |
| ------------------------ | ---------------- |
| Danza                    | Lauren Celentano |
| Premio della Critica     | Lauren Celentano |
| Premio Radio 105         | Irama            |
| Premio Vitasnella        | Bryan Ramirez    |
| Borsa di studio Gatorade | Einar Ortiz      |
| Borsa di studio E-campus | Zic              |
| Borsa di studio E-campus | Carmen Ferreri   |

## Regolamento
Le puntate si articolano in 3 fasi, ognuna delle quali prevede 3 differenti organi di giudizio per le esibizioni. Nella prima fase i componenti delle due squadre dopo essersi esibiti con l'ospite speciale di puntata si presentano davanti alla commissione interna per decidere chi bloccare e chi far passare alla seconda fase. I ragazzi bloccati nella prima fase sono a rischio eliminazione. Nella seconda fase prende avvio la sfida a squadre con esibizioni a cura dei professori, organo giudicante è esclusivamente il televoto. Per la squadra vincente si apre un televoto lampo dal quale i primi 3 più votati passano alla terza fase, la squadra perdente va direttamente a rischio eliminazione. Nell'ultima fase i tre ragazzi si esibiscono in una Prova a cura del direttore artistico del serale Luca Tommassini. A questo punto la commissione esterna attraverso voti secretati espressi durante l'esibizione proclama il vincitore di puntata. Tutti i concorrenti a questo punto sono a rischio eliminazione, che avviene dopo che sia il direttore artistico che il vincitore di puntata avranno salvato qualcuno. Per decretare il possibile eliminato di puntata ciascun componente della commissione interna esprime il suo volere verso il concorrente con un sì o un no. Dalla sesta puntata viene introdotto un nuovo tipo di eliminazione, la sfida diretta, che consiste in un ballottaggio (tra due concorrenti appartenenti a due squadre diverse) su esibizioni che risaltano il loro talento. Nella semifinale vengono sciolte le squadre e i concorrenti si sfidano l'uno contro l'altro.

## Concorrenti
Le maglie per il serale sarebbero dovute inizialmente essere dieci. Assegnate le prime sei maglie (Einar, Lauren, Bryan, Emma Muscat, Sephora ed Irama), dal momento che nessun concorrente riesce più ad ottenere la maggioranza di sì, Maria decide di dare la maglia a coloro che ne hanno due (Biondo, Daniele, Luca, Carmen, Zic, Valentina e Filippo). L'ultimo posto così disponibile viene assegnato a Matteo Cazzato, in quanto primo nome della professoressa Ferreri.
| Squadra Bianca | Squadra Bianca               | Squadra Bianca |             | Squadra Blu      | Squadra Blu    | Squadra Blu |
| Concorrenti    | Concorrenti                  | Concorrenti    | Concorrenti | Concorrenti      | Concorrenti    | Concorrenti |
| Posizione      | Nome                         | Disciplina     |             | Posizione        | Nome           | Disciplina  |
| -------------- | ---------------------------- | -------------- | ----------- | ---------------- | -------------- | ----------- |
| 1              | Irama (Filippo Fanti)        | cantautorato   |             | 2                | Carmen Ferreri | canto       |
| 5              | Emma Muscat                  | canto          | 3           | Einar Ortiz      | canto          |             |
| 6              | Biondo (Simone Baldasseroni) | rap            | 4           | Lauren Celentano | ballo          |             |
| 7              | Bryan Ramirez                | classico       | 10          | Matteo Cazzato   | canto          |             |
| 8              | Luca Capomaggi               | break          | 12          | Sephora Ferrillo | ballo          |             |
| 9              | Zic (Lorenzo Ciolini)        | cantautorato   | 13          | Daniele Rommelli | hip hop        |             |
| 11             | Valentina Verdecchi          | ballo          |             |                  |                |             |
| 14             | Filippo Di Crosta            | ballo          |             |                  |                |             |

## Tabellone delle eliminazioni
Legenda:
     Vittoria squadra Bianca
     Vittoria squadra Blu
Giudizio espresso:

 dai professori

 dal televoto 

 dalla commissione esterna

     Immune in quanto vincitore della puntata
     Salvato/a dal vincitore della puntata
     Salvato/a da Luca Tommassini
     Salvato/a dai professori
     A rischio eliminazione
     Passa alla fase successiva
     Eliminato/a
     Non partecipa alla fase successiva perché a rischio eliminazione
Sfide dirette:

S: Sfida diretta

 In sfida diretta (proposta dai professori)

     Vince la sfida diretta/ Pareggia nella sfida diretta
     Finalista/Vince la sfida in finale
     Candidato alla finale
     Non candidato alla finale
     Primo classificato della categoria perdente
     Vincitore
|            |            | 07/04      | 07/04      | 07/04      | 07/04      | 07/04      | 14/04                  | 14/04                  | 14/04                  | 14/04                  | 14/04                  | 21/04                  | 21/04                  | 21/04                  | 21/04                  | 21/04                  | 28/04                  | 28/04                  | 28/04                  | 28/04                  | 28/04                  | 05/05                  | 05/05                  | 05/05                  | 05/05                  | 05/05                  | 05/05                  | 05/05                  | 05/05                  | 12/05                  | 12/05                  | 12/05                  | 12/05                  | 12/05                  | 19/05                  | 19/05                  | 19/05                  | 19/05                  | 19/05                  | 19/05                  | 19/05                  | 19/05                  | 19/05                  | 27/05                  | 27/05                  | 27/05                  | 27/05                  | 27/05                  | 27/05                  | 03/06                  | 03/06                  | 03/06                  | 03/06                  | 03/06                  | 03/06                  | 03/06                  | 03/06                  | 11/06                  | 11/06                  | 11/06                  | 11/06                  | Disciplina |
| 1ª PUNTATA | 1ª PUNTATA | 1ª PUNTATA | 1ª PUNTATA | 1ª PUNTATA | 2ª PUNTATA | 2ª PUNTATA | 2ª PUNTATA             | 2ª PUNTATA             | 2ª PUNTATA             | 3ª PUNTATA             | 3ª PUNTATA             | 3ª PUNTATA             | 3ª PUNTATA             | 3ª PUNTATA             | 4ª PUNTATA             | 4ª PUNTATA             | 4ª PUNTATA             | 4ª PUNTATA             | 4ª PUNTATA             | 5ª PUNTATA             | 5ª PUNTATA             | 5ª PUNTATA             | 5ª PUNTATA             | 5ª PUNTATA             | 5ª PUNTATA             | 5ª PUNTATA             | 5ª PUNTATA             | 6ª PUNTATA             | 6ª PUNTATA             | 6ª PUNTATA             | 6ª PUNTATA             | 6ª PUNTATA             | 7ª PUNTATA             | 7ª PUNTATA             | 7ª PUNTATA             | 7ª PUNTATA             | 7ª PUNTATA             | 7ª PUNTATA             | 7ª PUNTATA             | 7ª PUNTATA             | 7ª PUNTATA             | 8ª PUNTATA             | 8ª PUNTATA             | 8ª PUNTATA             | 8ª PUNTATA             | 8ª PUNTATA             | 8ª PUNTATA             | SEMIFINALE             | SEMIFINALE             | SEMIFINALE             | SEMIFINALE             | SEMIFINALE             | SEMIFINALE             | SEMIFINALE             | SEMIFINALE             | FINALE                 | FINALE                 | FINALE                 | FINALE                 |                        |                        | Disciplina |
| ---------- | ---------- | ---------- | ---------- | ---------- | ---------- | ---------- | ---------------------- | ---------------------- | ---------------------- | ---------------------- | ---------------------- | ---------------------- | ---------------------- | ---------------------- | ---------------------- | ---------------------- | ---------------------- | ---------------------- | ---------------------- | ---------------------- | ---------------------- | ---------------------- | ---------------------- | ---------------------- | ---------------------- | ---------------------- | ---------------------- | ---------------------- | ---------------------- | ---------------------- | ---------------------- | ---------------------- | ---------------------- | ---------------------- | ---------------------- | ---------------------- | ---------------------- | ---------------------- | ---------------------- | ---------------------- | ---------------------- | ---------------------- | ---------------------- | ---------------------- | ---------------------- | ---------------------- | ---------------------- | ---------------------- | ---------------------- | ---------------------- | ---------------------- | ---------------------- | ---------------------- | ---------------------- | ---------------------- | ---------------------- | ---------------------- | ---------------------- | ---------------------- | ---------------------- | ---------------------- | ---------- |
| Fasi       | Fasi       | 1ª         | 2ª         | 2ª         | 3ª         |            | 1ª                     | 2ª                     | 2ª                     | 3ª                     |                        | 1ª                     | 2ª                     | 2ª                     | 3ª                     |                        | 1ª                     | 2ª                     | 2ª                     | 3ª                     |                        | I                      | I                      | I                      |                        | II                     | II                     | 3ª                     |                        | S                      | 2ª                     | 2ª                     | 3ª                     |                        | S                      | I                      | I                      | I                      |                        | II                     | II                     | 3ª                     |                        | I                      | I                      |                        | II                     | 3ª                     |                        | Manche n°              | Manche n°              | Manche n°              | Manche n°              | Manche n°              | Manche n°              | Manche n°              | Manche n°              | FINALE                 | FINALE                 |                        |                        | Disciplina |
| Vittoria   | Vittoria   |            | B          | B          |            |            | B                      | B                      |                        |                        | W                      | W                      |                        |                        | W                      | W                      |                        | B                      | B                      | B                      | W                      | W                      |                        | B                      | B                      |                        | W                      | W                      | W                      | S                      | B                      | B                      |                        | W                      | W                      | W                      |                        | 1ª                     | 2ª                     | 2ª                     | 3ª                     | 3ª                     | 4ª                     | 4ª                     | 5ª                     |                        |                        |                        |                        |                        |                        |                        |                        |                        |                        | FINALE                 | FINALE                 | FINALE                 | FINALE                 |                        |                        | Disciplina |
| 1          | Irama      |            |            |            |            |            |                        |                        |                        |                        |                        |                        |                        |                        |                        | N.D.                   |                        |                        |                        |                        | N.D.                   |                        |                        |                        |                        |                        |                        |                        | N.D.                   | N.D.                   |                        |                        |                        |                        | N.D.                   |                        |                        |                        | N.D.                   |                        |                        |                        |                        |                        |                        | N.D.                   |                        |                        | N.D.                   |                        |                        |                        |                        |                        |                        |                        |                        | N.D.                   | N.D.                   | 1º                     | VINCITORE              | canto      |
| 2          | Carmen     |            |            |            |            |            |                        |                        |                        |                        | N.D.                   |                        |                        |                        |                        |                        |                        |                        |                        |                        |                        |                        |                        |                        |                        |                        |                        |                        | [ N 5 ]                |                        |                        |                        |                        | N.D.                   | N.D.                   |                        |                        |                        |                        |                        |                        |                        | N.D.                   |                        |                        |                        |                        |                        |                        |                        |                        | N.D.                   |                        | N.D.                   |                        |                        |                        | N.D.                   |                        | 2ª                     | SECONDA                | canto      |
| 3          | Einar      |            |            |            |            |            |                        |                        |                        |                        |                        |                        |                        |                        |                        |                        |                        |                        |                        |                        |                        |                        |                        |                        | N.D.                   |                        |                        |                        |                        | N.D.                   |                        |                        |                        |                        | N.D.                   |                        |                        |                        |                        |                        |                        |                        |                        |                        |                        |                        |                        |                        |                        |                        |                        | N.D.                   |                        | N.D.                   |                        | N.D.                   |                        |                        |                        | TERZO                  | TERZO                  | canto      |
| 4          | Lauren     |            |            |            |            |            |                        |                        |                        |                        |                        |                        |                        |                        |                        |                        |                        |                        |                        |                        |                        |                        |                        |                        |                        |                        |                        |                        |                        | N.D.                   |                        |                        |                        | [ N 5 ]                |                        |                        |                        |                        |                        |                        |                        |                        |                        |                        |                        |                        |                        |                        |                        |                        |                        | N.D.                   |                        |                        |                        |                        |                        |                        | QUARTA                 | QUARTA                 | QUARTA                 | ballo      |
| 5          | Emma       |            |            |            |            |            |                        |                        |                        |                        |                        |                        |                        |                        |                        |                        |                        |                        |                        |                        |                        |                        |                        |                        |                        |                        |                        |                        | [ N 5 ]                |                        |                        |                        |                        |                        | N.D.                   |                        |                        |                        |                        |                        |                        |                        |                        |                        |                        |                        |                        |                        |                        |                        |                        | N.D.                   |                        | N.D.                   |                        | N.D.                   |                        | ELIMINATA (Semifinale) | ELIMINATA (Semifinale) | ELIMINATA (Semifinale) | ELIMINATA (Semifinale) | canto      |
| 6          | Biondo     |            |            |            |            |            |                        |                        |                        |                        |                        |                        |                        |                        |                        |                        |                        |                        |                        |                        |                        |                        |                        |                        |                        |                        |                        |                        |                        | N.D.                   |                        |                        |                        |                        | N.D.                   |                        |                        |                        |                        |                        |                        |                        |                        | ELIMINATO (7ª puntata) | ELIMINATO (7ª puntata) | ELIMINATO (7ª puntata) | ELIMINATO (7ª puntata) | ELIMINATO (7ª puntata) | ELIMINATO (7ª puntata) | ELIMINATO (7ª puntata) | ELIMINATO (7ª puntata) | ELIMINATO (7ª puntata) | ELIMINATO (7ª puntata) | ELIMINATO (7ª puntata) | ELIMINATO (7ª puntata) | ELIMINATO (7ª puntata) | ELIMINATO (7ª puntata) | ELIMINATO (7ª puntata) | ELIMINATO (7ª puntata) | ELIMINATO (7ª puntata) | ELIMINATO (7ª puntata) | trap       |
| 7          | Bryan      |            |            |            |            |            |                        |                        |                        |                        |                        |                        |                        |                        |                        |                        |                        |                        |                        |                        |                        |                        |                        |                        |                        |                        |                        |                        |                        | N.D.                   |                        |                        |                        | [ N 5 ]                |                        | ELIMINATO (7ª puntata) | ELIMINATO (7ª puntata) | ELIMINATO (7ª puntata) | ELIMINATO (7ª puntata) | ELIMINATO (7ª puntata) | ELIMINATO (7ª puntata) | ELIMINATO (7ª puntata) | ELIMINATO (7ª puntata) | ELIMINATO (7ª puntata) | ELIMINATO (7ª puntata) | ELIMINATO (7ª puntata) | ELIMINATO (7ª puntata) | ELIMINATO (7ª puntata) | ELIMINATO (7ª puntata) | ELIMINATO (7ª puntata) | ELIMINATO (7ª puntata) | ELIMINATO (7ª puntata) | ELIMINATO (7ª puntata) | ELIMINATO (7ª puntata) | ELIMINATO (7ª puntata) | ELIMINATO (7ª puntata) | ELIMINATO (7ª puntata) | ELIMINATO (7ª puntata) | ELIMINATO (7ª puntata) | ELIMINATO (7ª puntata) | ELIMINATO (7ª puntata) | classico   |
| 8          | Luca       |            |            |            |            |            |                        |                        |                        |                        |                        |                        |                        |                        |                        |                        |                        |                        |                        |                        |                        |                        |                        |                        |                        | ELIMINATO (5ª puntata) | ELIMINATO (5ª puntata) | ELIMINATO (5ª puntata) | ELIMINATO (5ª puntata) | ELIMINATO (5ª puntata) | ELIMINATO (5ª puntata) | ELIMINATO (5ª puntata) | ELIMINATO (5ª puntata) | ELIMINATO (5ª puntata) | ELIMINATO (5ª puntata) | ELIMINATO (5ª puntata) | ELIMINATO (5ª puntata) | ELIMINATO (5ª puntata) | ELIMINATO (5ª puntata) | ELIMINATO (5ª puntata) | ELIMINATO (5ª puntata) | ELIMINATO (5ª puntata) | ELIMINATO (5ª puntata) | ELIMINATO (5ª puntata) | ELIMINATO (5ª puntata) | ELIMINATO (5ª puntata) | ELIMINATO (5ª puntata) | ELIMINATO (5ª puntata) | ELIMINATO (5ª puntata) | ELIMINATO (5ª puntata) | ELIMINATO (5ª puntata) | ELIMINATO (5ª puntata) | ELIMINATO (5ª puntata) | ELIMINATO (5ª puntata) | ELIMINATO (5ª puntata) | ELIMINATO (5ª puntata) | ELIMINATO (5ª puntata) | ELIMINATO (5ª puntata) | ELIMINATO (5ª puntata) | ELIMINATO (5ª puntata) | ELIMINATO (5ª puntata) | break      |
| 9          | Zic        |            |            |            |            |            |                        |                        |                        |                        |                        |                        |                        |                        |                        |                        |                        |                        |                        |                        |                        |                        |                        |                        |                        | ELIMINATO (5ª puntata) | ELIMINATO (5ª puntata) | ELIMINATO (5ª puntata) | ELIMINATO (5ª puntata) | ELIMINATO (5ª puntata) | ELIMINATO (5ª puntata) | ELIMINATO (5ª puntata) | ELIMINATO (5ª puntata) | ELIMINATO (5ª puntata) | ELIMINATO (5ª puntata) | ELIMINATO (5ª puntata) | ELIMINATO (5ª puntata) | ELIMINATO (5ª puntata) | ELIMINATO (5ª puntata) | ELIMINATO (5ª puntata) | ELIMINATO (5ª puntata) | ELIMINATO (5ª puntata) | ELIMINATO (5ª puntata) | ELIMINATO (5ª puntata) | ELIMINATO (5ª puntata) | ELIMINATO (5ª puntata) | ELIMINATO (5ª puntata) | ELIMINATO (5ª puntata) | ELIMINATO (5ª puntata) | ELIMINATO (5ª puntata) | ELIMINATO (5ª puntata) | ELIMINATO (5ª puntata) | ELIMINATO (5ª puntata) | ELIMINATO (5ª puntata) | ELIMINATO (5ª puntata) | ELIMINATO (5ª puntata) | ELIMINATO (5ª puntata) | ELIMINATO (5ª puntata) | ELIMINATO (5ª puntata) | ELIMINATO (5ª puntata) | ELIMINATO (5ª puntata) | canto      |
| 10         | Matteo     |            |            |            |            | N.D.       |                        |                        |                        |                        |                        |                        |                        |                        |                        |                        |                        |                        |                        |                        |                        |                        |                        |                        |                        | ELIMINATO (5ª puntata) | ELIMINATO (5ª puntata) | ELIMINATO (5ª puntata) | ELIMINATO (5ª puntata) | ELIMINATO (5ª puntata) | ELIMINATO (5ª puntata) | ELIMINATO (5ª puntata) | ELIMINATO (5ª puntata) | ELIMINATO (5ª puntata) | ELIMINATO (5ª puntata) | ELIMINATO (5ª puntata) | ELIMINATO (5ª puntata) | ELIMINATO (5ª puntata) | ELIMINATO (5ª puntata) | ELIMINATO (5ª puntata) | ELIMINATO (5ª puntata) | ELIMINATO (5ª puntata) | ELIMINATO (5ª puntata) | ELIMINATO (5ª puntata) | ELIMINATO (5ª puntata) | ELIMINATO (5ª puntata) | ELIMINATO (5ª puntata) | ELIMINATO (5ª puntata) | ELIMINATO (5ª puntata) | ELIMINATO (5ª puntata) | ELIMINATO (5ª puntata) | ELIMINATO (5ª puntata) | ELIMINATO (5ª puntata) | ELIMINATO (5ª puntata) | ELIMINATO (5ª puntata) | ELIMINATO (5ª puntata) | ELIMINATO (5ª puntata) | ELIMINATO (5ª puntata) | ELIMINATO (5ª puntata) | ELIMINATO (5ª puntata) | ELIMINATO (5ª puntata) | canto      |
| 11         | Valentina  |            |            |            |            |            |                        |                        |                        |                        |                        |                        |                        |                        |                        |                        |                        |                        |                        |                        |                        |                        |                        |                        |                        | ELIMINATA (5ª puntata) | ELIMINATA (5ª puntata) | ELIMINATA (5ª puntata) | ELIMINATA (5ª puntata) | ELIMINATA (5ª puntata) | ELIMINATA (5ª puntata) | ELIMINATA (5ª puntata) | ELIMINATA (5ª puntata) | ELIMINATA (5ª puntata) | ELIMINATA (5ª puntata) | ELIMINATA (5ª puntata) | ELIMINATA (5ª puntata) | ELIMINATA (5ª puntata) | ELIMINATA (5ª puntata) | ELIMINATA (5ª puntata) | ELIMINATA (5ª puntata) | ELIMINATA (5ª puntata) | ELIMINATA (5ª puntata) | ELIMINATA (5ª puntata) | ELIMINATA (5ª puntata) | ELIMINATA (5ª puntata) | ELIMINATA (5ª puntata) | ELIMINATA (5ª puntata) | ELIMINATA (5ª puntata) | ELIMINATA (5ª puntata) | ELIMINATA (5ª puntata) | ELIMINATA (5ª puntata) | ELIMINATA (5ª puntata) | ELIMINATA (5ª puntata) | ELIMINATA (5ª puntata) | ELIMINATA (5ª puntata) | ELIMINATA (5ª puntata) | ELIMINATA (5ª puntata) | ELIMINATA (5ª puntata) | ELIMINATA (5ª puntata) | ELIMINATA (5ª puntata) | ballo      |
| 12         | Sephora    |            |            |            |            |            |                        |                        |                        |                        |                        | ELIMINATA (2ª puntata) | ELIMINATA (2ª puntata) | ELIMINATA (2ª puntata) | ELIMINATA (2ª puntata) | ELIMINATA (2ª puntata) | ELIMINATA (2ª puntata) | ELIMINATA (2ª puntata) | ELIMINATA (2ª puntata) | ELIMINATA (2ª puntata) | ELIMINATA (2ª puntata) | ELIMINATA (2ª puntata) | ELIMINATA (2ª puntata) | ELIMINATA (2ª puntata) | ELIMINATA (2ª puntata) | ELIMINATA (2ª puntata) | ELIMINATA (2ª puntata) | ELIMINATA (2ª puntata) | ELIMINATA (2ª puntata) | ELIMINATA (2ª puntata) | ELIMINATA (2ª puntata) | ELIMINATA (2ª puntata) | ELIMINATA (2ª puntata) | ELIMINATA (2ª puntata) | ELIMINATA (2ª puntata) | ELIMINATA (2ª puntata) | ELIMINATA (2ª puntata) | ELIMINATA (2ª puntata) | ELIMINATA (2ª puntata) | ELIMINATA (2ª puntata) | ELIMINATA (2ª puntata) | ELIMINATA (2ª puntata) | ELIMINATA (2ª puntata) | ELIMINATA (2ª puntata) | ELIMINATA (2ª puntata) | ELIMINATA (2ª puntata) | ELIMINATA (2ª puntata) | ELIMINATA (2ª puntata) | ELIMINATA (2ª puntata) | ELIMINATA (2ª puntata) | ELIMINATA (2ª puntata) | ELIMINATA (2ª puntata) | ELIMINATA (2ª puntata) | ELIMINATA (2ª puntata) | ELIMINATA (2ª puntata) | ELIMINATA (2ª puntata) | ELIMINATA (2ª puntata) | ELIMINATA (2ª puntata) | ELIMINATA (2ª puntata) | ELIMINATA (2ª puntata) | ELIMINATA (2ª puntata) | ballo      |
| 13         | Daniele    |            |            |            |            |            |                        |                        |                        |                        |                        | ELIMINATO (2ª puntata) | ELIMINATO (2ª puntata) | ELIMINATO (2ª puntata) | ELIMINATO (2ª puntata) | ELIMINATO (2ª puntata) | ELIMINATO (2ª puntata) | ELIMINATO (2ª puntata) | ELIMINATO (2ª puntata) | ELIMINATO (2ª puntata) | ELIMINATO (2ª puntata) | ELIMINATO (2ª puntata) | ELIMINATO (2ª puntata) | ELIMINATO (2ª puntata) | ELIMINATO (2ª puntata) | ELIMINATO (2ª puntata) | ELIMINATO (2ª puntata) | ELIMINATO (2ª puntata) | ELIMINATO (2ª puntata) | ELIMINATO (2ª puntata) | ELIMINATO (2ª puntata) | ELIMINATO (2ª puntata) | ELIMINATO (2ª puntata) | ELIMINATO (2ª puntata) | ELIMINATO (2ª puntata) | ELIMINATO (2ª puntata) | ELIMINATO (2ª puntata) | ELIMINATO (2ª puntata) | ELIMINATO (2ª puntata) | ELIMINATO (2ª puntata) | ELIMINATO (2ª puntata) | ELIMINATO (2ª puntata) | ELIMINATO (2ª puntata) | ELIMINATO (2ª puntata) | ELIMINATO (2ª puntata) | ELIMINATO (2ª puntata) | ELIMINATO (2ª puntata) | ELIMINATO (2ª puntata) | ELIMINATO (2ª puntata) | ELIMINATO (2ª puntata) | ELIMINATO (2ª puntata) | ELIMINATO (2ª puntata) | ELIMINATO (2ª puntata) | ELIMINATO (2ª puntata) | ELIMINATO (2ª puntata) | ELIMINATO (2ª puntata) | ELIMINATO (2ª puntata) | ELIMINATO (2ª puntata) | ELIMINATO (2ª puntata) | ELIMINATO (2ª puntata) | ELIMINATO (2ª puntata) | hip hop    |
| 14         | Filippo    |            |            |            |            |            | ELIMINATO (1ª puntata) | ELIMINATO (1ª puntata) | ELIMINATO (1ª puntata) | ELIMINATO (1ª puntata) | ELIMINATO (1ª puntata) | ELIMINATO (1ª puntata) | ELIMINATO (1ª puntata) | ELIMINATO (1ª puntata) | ELIMINATO (1ª puntata) | ELIMINATO (1ª puntata) | ELIMINATO (1ª puntata) | ELIMINATO (1ª puntata) | ELIMINATO (1ª puntata) | ELIMINATO (1ª puntata) | ELIMINATO (1ª puntata) | ELIMINATO (1ª puntata) | ELIMINATO (1ª puntata) | ELIMINATO (1ª puntata) | ELIMINATO (1ª puntata) | ELIMINATO (1ª puntata) | ELIMINATO (1ª puntata) | ELIMINATO (1ª puntata) | ELIMINATO (1ª puntata) | ELIMINATO (1ª puntata) | ELIMINATO (1ª puntata) | ELIMINATO (1ª puntata) | ELIMINATO (1ª puntata) | ELIMINATO (1ª puntata) | ELIMINATO (1ª puntata) | ELIMINATO (1ª puntata) | ELIMINATO (1ª puntata) | ELIMINATO (1ª puntata) | ELIMINATO (1ª puntata) | ELIMINATO (1ª puntata) | ELIMINATO (1ª puntata) | ELIMINATO (1ª puntata) | ELIMINATO (1ª puntata) | ELIMINATO (1ª puntata) | ELIMINATO (1ª puntata) | ELIMINATO (1ª puntata) | ELIMINATO (1ª puntata) | ELIMINATO (1ª puntata) | ELIMINATO (1ª puntata) | ELIMINATO (1ª puntata) | ELIMINATO (1ª puntata) | ELIMINATO (1ª puntata) | ELIMINATO (1ª puntata) | ELIMINATO (1ª puntata) | ELIMINATO (1ª puntata) | ELIMINATO (1ª puntata) | ELIMINATO (1ª puntata) | ELIMINATO (1ª puntata) | ELIMINATO (1ª puntata) | ELIMINATO (1ª puntata) | ELIMINATO (1ª puntata) | ballo      |

### Podio generale
|        |       |    |  |        |
|        |       |    |  | 4º     |
|        | Irama |    |  | Lauren |
| Carmen | Irama |    |  |        |
| 1º     | Einar |    |  |        |
| 1º     | Einar | 2º |  |        |
| 1º     | 3º    |    |  |        |

### Podio canto
|        |       |    |  |      |
|        |       |    |  | 4º   |
|        | Irama |    |  | Emma |
| Carmen | Irama |    |  |      |
| 1º     | Einar |    |  |      |
| 1º     | Einar | 2º |  |      |
| 1º     | 3º    |    |  |      |

### Podio danza
|       |                |    |  |                 |
|       |                |    |  | 4º              |
|       | Lauren         |    |  | Sephora Daniele |
| Bryan | Lauren         |    |  |                 |
| 1º    | Luca Valentina |    |  |                 |
| 1º    | Luca Valentina | 2º |  |                 |
| 1º    | 3º             |    |  |                 |

## Tabellone delle esibizioni
Prova vinta dai Bianchi
     Prova vinta dai Blu
     Vincitore di puntata/televoto
     A rischio eliminazione
     Prova di canto
     Prova di ballo
     Prova mista

### 1ª puntata
La prima puntata del serale è andata in onda sabato 7 aprile 2018. 

#### Prima fase
| Squadra | Ospite        | Esibizione                          | Non passano alla seconda fase           |
| ------- | ------------- | ----------------------------------- | --------------------------------------- |
| Bianchi | Laura Pausini | Medley Vivimi / Tra te e il mare    | Daniele (Garrison), Filippo (Celentano) |
| Blu     | Laura Pausini | Medley Invece no / Resta in ascolto | Sephora (Garrison)                      |

#### Seconda fase
| PROVA    | SQUADRA BLU | SQUADRA BLU                             | % televoto | % televoto | SQUADRA BIANCA            | SQUADRA BIANCA                          |
| -------- | ----------- | --------------------------------------- | ---------- | ---------- | ------------------------- | --------------------------------------- |
| I        | Matteo      | Il mare calmo della sera                | 56%        | 44%        | Irama                     | Che ne sai (inedito)                    |
| II       | Bryan       | Time of My Life                         | 30%        | 70%        | Valentina                 | Libertango                              |
| III      | Einar       | Salutalo da parte mia (inedito)         | 62%        | 38%        | Valentina con Fabri Fibra | Stavo pensando a te                     |
| IV       | Lauren      | Comparata BALLO It's raining men        | 78%        | 22%        | –                         | [ N 7 ]                                 |
| V        | Lauren      | Diamonds Are a Girl's Best Friend       | 49%        | 51%        | Zic                       | Ancora                                  |
| VI       | Carmen      | Trattengo il fiato                      | 45%        | 55%        | Emma con Alice Merton     | No Roots                                |
| VII      | Biondo      | Dejavu (inedito)                        | 76%        | 24%        | Luca                      | Il regalo più grande                    |
| VIII     | Bryan       | Comparata BALLO - Improvvisazione Judas | 39%        | 61%        | Luca                      | Comparata BALLO - Improvvisazione Judas |
| IX       | Biondo      | Una carezza in un pugno                 | 35%        | 65%        | Irama                     | E penso a te                            |
| VITTORIA | SQUADRA BLU | SQUADRA BLU                             | 51%        | 49%        | SQUADRA BIANCA            | SQUADRA BIANCA                          |

| SQUADRA BLU         | SQUADRA BLU         | SQUADRA BLU         | SQUADRA BLU             | SQUADRA BLU             | SQUADRA BLU             |
| Passa in terza fase | Passa in terza fase | Passa in terza fase | Non passa in terza fase | Non passa in terza fase | Non passa in terza fase |
| ------------------- | ------------------- | ------------------- | ----------------------- | ----------------------- | ----------------------- |
| Biondo (23%)        | Einar (21%)         | Matteo (20%)        | Carmen (18%)            | Lauren (12%)            | Bryan (6%)              |

#### Terza fase
| PROVA    | BIONDO                 | MATTEO                                    | EINAR           |
| -------- | ---------------------- | ----------------------------------------- | --------------- |
| I        | Quattro mura (inedito) | You’re the first, the last, my everything | What do u mean? |
| VITTORIA | MATTEO                 | MATTEO                                    | MATTEO          |

#### Eliminazione
| Salvato da Matteo | Salvati da Luca Tommassini | Salvati da Luca Tommassini | Salvati dai professori | Salvati dai professori | Salvati dai professori | Salvati dai professori | Salvati dai professori | Salvati dai professori | Salvati dai professori | Salvati dai professori | Salvati dai professori | Eliminato |
| ----------------- | -------------------------- | -------------------------- | ---------------------- | ---------------------- | ---------------------- | ---------------------- | ---------------------- | ---------------------- | ---------------------- | ---------------------- | ---------------------- | --------- |
| Einar             | Daniele                    | Sephora                    | Luca                   | Irama                  | Emma                   | Valentina              | Zic                    | Carmen                 | Biondo                 | Lauren                 | Bryan                  | Filippo   |

### 2ª puntata
La seconda puntata del serale è andata in onda sabato 14 aprile 2018.

#### Prima fase
| Squadra | Ospite         | Esibizione                             | Non passano alla seconda fase |
| ------- | -------------- | -------------------------------------- | ----------------------------- |
| Blu     | Gianni Morandi | Medley Vita / C'era un ragazzo         | Daniele (Garrison)            |
| Bianchi | Gianni Morandi | Medley Un mondo d’amore / Uno su mille | Zic (Di Francesco)            |

#### Seconda fase
| PROVA    | SQUADRA BLU              | SQUADRA BLU                                                                               | % televoto | % televoto | SQUADRA BIANCA             | SQUADRA BIANCA                                                                            |
| -------- | ------------------------ | ----------------------------------------------------------------------------------------- | ---------- | ---------- | -------------------------- | ----------------------------------------------------------------------------------------- |
| I        | Lauren                   | Comparata BALLO Ain't it funny                                                            | 58%        | 42%        | Valentina                  | Comparata BALLO Ain't it funny                                                            |
| II       | Bryan                    | Fever                                                                                     | 40%        | 60%        | Biondo                     | Beverly (inedito)                                                                         |
| III      | Carmen                   | Comparata CANTO I Will Always Love You                                                    | 54%        | 46%        | Emma                       | Comparata CANTO I Will Always Love You                                                    |
| IV       | Matteo                   | The Sound of Silence                                                                      | 71%        | 29%        | Luca                       | Pronto a correre                                                                          |
| V        | Einar con Gianni Morandi | Una vita che ti sogno                                                                     | 64%        | 36%        | Luca e Valentina con Ghali | Medley Habibi / Happy Days                                                                |
| VI       | Sephora                  | What About Us                                                                             | 21%        | 79%        | Irama                      | Un giorno in più (inedito)                                                                |
| VII      | Bryan                    | Comparata BALLO - Mash up Black or white / Billie Jean / Working day and night / Thriller | 42%        | 58%        | Luca                       | Comparata BALLO - Mash up Black or white / Billie Jean / Working day and night / Thriller |
| VIII     | Lauren                   | Maniac                                                                                    | 49%        | 51%        | Biondo                     | Serenata rap                                                                              |
| IX       | Carmen e Einar           | L'amore altrove                                                                           | 47%        | 53%        | Emma e Irama               | Demons                                                                                    |
| X        | Matteo                   | Believer                                                                                  | 63%        | 37%        | Valentina                  | Dirty Diana                                                                               |
| VITTORIA | SQUADRA BLU              | SQUADRA BLU                                                                               | 51%        | 49%        | SQUADRA BIANCA             | SQUADRA BIANCA                                                                            |

| SQUADRA BLU         | SQUADRA BLU         | SQUADRA BLU         | SQUADRA BLU             | SQUADRA BLU             | SQUADRA BLU             |
| Passa in terza fase | Passa in terza fase | Passa in terza fase | Non passa in terza fase | Non passa in terza fase | Non passa in terza fase |
| ------------------- | ------------------- | ------------------- | ----------------------- | ----------------------- | ----------------------- |
| Matteo (28%)        | Carmen (25%)        | Einar (20%)         | Lauren (18%)            | Bryan (5%)              | Sephora (4%)            |

#### Terza fase
| PROVA    | MATTEO         | EINAR      | CARMEN                  |
| -------- | -------------- | ---------- | ----------------------- |
| I        | Master blaster | Senza fine | Gli uomini non cambiano |
| VITTORIA | CARMEN         | CARMEN     | CARMEN                  |

#### Eliminazione
Per questa settimana al vincitore di puntata (Carmen) non viene data la possibilità di salvare alcun/a compagno/a.
| Salvato da Luca Tommassini | Salvati dai professori | Salvati dai professori | Salvati dai professori | Salvati dai professori | Salvati dai professori | Salvati dai professori | Salvati dai professori | Salvati dai professori | Salvati dai professori | Eliminati | Eliminati |
| -------------------------- | ---------------------- | ---------------------- | ---------------------- | ---------------------- | ---------------------- | ---------------------- | ---------------------- | ---------------------- | ---------------------- | --------- | --------- |
| Bryan                      | Matteo                 | Lauren                 | Einar                  | Emma                   | Luca                   | Irama                  | Valentina              | Zic                    | Biondo                 | Daniele   | Sephora   |

### 3ª puntata
La terza puntata del serale è andata in onda sabato 21 aprile 2018.

#### Prima fase
| Squadra | Ospite         | Esibizione                              | Non passano alla seconda fase |
| ------- | -------------- | --------------------------------------- | ----------------------------- |
| Bianchi | Rita Pavone    | Medley Il ballo del mattone / Cuore     | -                             |
| Blu     | Loredana Bertè | Medley Alto mare / Non sono una signora | -                             |

#### Seconda fase
| PROVA    | SQUADRA BLU               | SQUADRA BLU                                                                             | % televoto | % televoto | SQUADRA BIANCA                    | SQUADRA BIANCA                                                             |
| -------- | ------------------------- | --------------------------------------------------------------------------------------- | ---------- | ---------- | --------------------------------- | -------------------------------------------------------------------------- |
| I        | Lauren                    | Comparata BALLO Mix Bachata                                                             | 55%        | 45%        | Luca                              | Comparata BALLO Mix Bachata                                                |
| II       | Carmen                    | Prova RITORNELLI Think / Amore bello / I Know Where I'Ve Been / Quando finisce un amore | 48%        | 52%        | Emma                              | Prova RITORNELLI Perfect / Alone (inedito) / Chandelier / Somebody to Love |
| III      | Bryan                     | Cicale                                                                                  | 27%        | 73%        | Irama                             | Che vuoi che sia (inedito)                                                 |
| IV       | Matteo                    | Il mondo                                                                                | 64%        | 36%        | Zic e Irama con Francesco Gabbani | Medley Tra le granite e le granate / Occidentali's karma                   |
| V        | Bryan                     | Comparata BALLO Run Boy Run                                                             | 45%        | 55%        | Luca                              | COMPARATA BALLO Run Boy Run                                                |
| VI       | Carmen con Loredana Bertè | E la luna bussò                                                                         | 47%        | 53%        | Emma                              | People Help the People                                                     |
| VII      | Einar                     | A parte te                                                                              | 56%        | 44%        | Biondo                            | Hotline Bling                                                              |
| VIII     | Bryan                     | Albachiara                                                                              | 27%        | 73%        | Emma e Irama                      | 7 Years                                                                    |
| IX       | Einar                     | Comparata BALLO Prova ritmo uomo                                                        | 60%        | 40%        | Zic                               | Comparata BALLO Prova ritmo uomo                                           |
| VITTORIA | SQUADRA BIANCA            | SQUADRA BIANCA                                                                          | 52%        | 48%        | SQUADRA BLU                       | SQUADRA BLU                                                                |

| SQUADRA BIANCA      | SQUADRA BIANCA      | SQUADRA BIANCA      | SQUADRA BIANCA          | SQUADRA BIANCA          | SQUADRA BIANCA          |
| Passa in terza fase | Passa in terza fase | Passa in terza fase | Non passa in terza fase | Non passa in terza fase | Non passa in terza fase |
| ------------------- | ------------------- | ------------------- | ----------------------- | ----------------------- | ----------------------- |
| Irama (38%)         | Emma (26%)          | Biondo (16%)        | Zic (12%)               | Luca (5%)               | Valentina (3%)          |

#### Terza fase
| PROVA    | IRAMA                | EMMA                | BIONDO                     |
| -------- | -------------------- | ------------------- | -------------------------- |
| I        | Un respiro (inedito) | A sky full of stars | La mia ex chiama (inedito) |
| VITTORIA | IRAMA                | IRAMA               | IRAMA                      |

#### Eliminazione
| Salvato da Irama | Salvata da Luca Tommassini | Salvati dai professori | Salvati dai professori | Salvati dai professori | Salvati dai professori | Salvati dai professori | Salvati dai professori | Salvati dai professori | Salvati dai professori |
| ---------------- | -------------------------- | ---------------------- | ---------------------- | ---------------------- | ---------------------- | ---------------------- | ---------------------- | ---------------------- | ---------------------- |
| Einar            | Valentina                  | Biondo                 | Matteo                 | Luca                   | Zic                    | Bryan                  | Emma                   | Lauren                 | Carmen                 |

### 4ª puntata
La quarta puntata del serale è andata in onda sabato 28 aprile 2018.

#### Prima fase
| Squadra | Ospite             | Esibizione                        | Non passano alla seconda fase |
| ------- | ------------------ | --------------------------------- | ----------------------------- |
| Blu     | Alessandra Amoroso | Medley Immobile / Comunque andare | Matteo (Zerbi)                |
| Bianchi | Emma               | Medley Calore / Amami             | –                             |

#### Seconda fase
| PROVA    | SQUADRA BLU                                                | SQUADRA BLU                                         | % televoto | % televoto | SQUADRA BIANCA | SQUADRA BIANCA                        |
| -------- | ---------------------------------------------------------- | --------------------------------------------------- | ---------- | ---------- | -------------- | ------------------------------------- |
| I        | Bryan                                                      | Comparata BALLO Maria                               | 48%        | 52%        | Valentina      | Comparata BALLO Maria                 |
| II       | Einar                                                      | Piccola anima                                       | 46%        | 54%        | Emma e Biondo  | Someone Like You                      |
| III      | Lauren                                                     | End of Time                                         | 40%        | 60%        | Irama          | A te                                  |
| IV       | Carmen con Roby Facchinetti, Riccardo Fogli e i The Kolors | Medley Noi due nel mondo e nell'anima - Uomini soli | 54%        | 46%        | Biondo         | Roof Garden (inedito)                 |
| V        | Bryan                                                      | Comparata BALLO Run the world (Girls)               | 49%        | 51%        | Luca           | Comparata BALLO Run the world (Girls) |
| VI       | Carmen ed Einar                                            | Non mi avete fatto niente                           | 52%        | 48%        | Irama con Emma | Il paradiso non esiste                |
| VII      | Lauren                                                     | America                                             | 51%        | 49%        | Zic            | Perché sono rimasto da solo (inedito) |
| VIII     | Carmen                                                     | Comparata CANTO Ad ogni costo                       | 49%        | 51%        | Emma           | Comparata CANTO Creep                 |
| VITTORIA | SQUADRA BIANCA                                             | SQUADRA BIANCA                                      | 51%        | 49%        | SQUADRA BLU    | SQUADRA BLU                           |

| Squadra Bianca      | Squadra Bianca      | Squadra Bianca      | Squadra Bianca          | Squadra Bianca          | Squadra Bianca          |
| Passa in terza fase | Passa in terza fase | Passa in terza fase | Non passa in terza fase | Non passa in terza fase | Non passa in terza fase |
| ------------------- | ------------------- | ------------------- | ----------------------- | ----------------------- | ----------------------- |
| Irama (29%)         | Biondo (22%)        | Emma (20%)          | Zic (16%)               | Luca (7%)               | Valentina (6%)          |

#### Terza fase
| PROVA    | EMMA                | IRAMA                      | BIONDO               |
| -------- | ------------------- | -------------------------- | -------------------- |
| I        | Young and beautiful | Un giorno in più (inedito) | Strip Club (inedito) |
| VITTORIA | IRAMA               | IRAMA                      | IRAMA                |

#### Eliminazione
Per questa settimana al vincitore di puntata (Irama) non viene data la possibilità di salvare alcun/a compagno/a.
| Salvata da Luca Tommassini | Salvati dai professori | Salvati dai professori | Salvati dai professori | Salvati dai professori | Salvati dai professori | Salvati dai professori | Salvati dai professori | Salvati dai professori | Salvati dai professori |
| -------------------------- | ---------------------- | ---------------------- | ---------------------- | ---------------------- | ---------------------- | ---------------------- | ---------------------- | ---------------------- | ---------------------- |
| Lauren                     | Carmen                 | Matteo                 | Valentina              | Emma                   | Zic                    | Einar                  | Luca                   | Biondo                 | Bryan                  |

### 5ª puntata
La quinta puntata del serale è andata in onda sabato 5 maggio 2018.

#### Prima partita
| PROVA    | SQUADRA BLU    | SQUADRA BLU              | % televoto | % televoto | SQUADRA BIANCA   | SQUADRA BIANCA                      |
| -------- | -------------- | ------------------------ | ---------- | ---------- | ---------------- | ----------------------------------- |
| I        | Carmen         | Nessuno mi può giudicare | 48%        | 52%        | Emma             | Havana                              |
| II       | Bryan          | 24K Magic                | 43%        | 57%        | Irama            | La leva calcistica della classe '68 |
| III      | Einar          | Mi sono innamorato di te | 58%        | 42%        | Biondo           | Roof Garden (inedito)               |
| IV       | Lauren e Bryan | Battle di ballo          | 63%        | 37%        | Luca e Valentina | Battle di ballo                     |
| VITTORIA | SQUADRA BLU    | SQUADRA BLU              | 53%        | 47%        | SQUADRA BIANCA   | SQUADRA BIANCA                      |

Televoto di salvataggio
| Squadra Blu  | Squadra Blu | Squadra Blu  | Squadra Blu  | Squadra Blu |
| ------------ | ----------- | ------------ | ------------ | ----------- |
| Matteo (29%) | Einar (24%) | Carmen (21%) | Lauren (19%) | Bryan (7%)  |

#### Eliminazione
| Salvato dalla commissione esterna | Salvati dai professori | Salvati dai professori | Salvati dai professori | Salvati dai professori | Salvati dai professori | Salvati dai professori | Eliminati | Eliminati | Eliminati | Eliminati |
| --------------------------------- | ---------------------- | ---------------------- | ---------------------- | ---------------------- | ---------------------- | ---------------------- | --------- | --------- | --------- | --------- |
| Einar                             | Carmen                 | Lauren                 | Bryan                  | Emma                   | Irama                  | Biondo                 | Valentina | Matteo    | Zic       | Luca      |

#### Seconda partita
| PROVA    | SQUADRA BLU          | SQUADRA BLU             | % televoto | % televoto | SQUADRA BIANCA | SQUADRA BIANCA             |
| -------- | -------------------- | ----------------------- | ---------- | ---------- | -------------- | -------------------------- |
| I        | Lauren               | El tango de Roxanne     | 41%        | 59%        | Emma con Elisa | No Hero                    |
| II       | Einar con Ermal Meta | Vietato morire          | 45%        | 55%        | Irama          | Un giorno in più (inedito) |
| III      | Bryan                | Chandelier              | 48%        | 52%        | Emma e Biondo  | I'll Be Missing You        |
| IV       | Carmen               | Rehab                   | 47%        | 53%        | Irama          | La musica non c'è          |
| V        | Lauren               | Why Don't You Do Right? | 43%        | 57%        | Biondo         | Le cose in comune          |
| VI       | Einar                | Prova proibitiva        | 46%        | 54%        | Irama          | Prova proibitiva           |
| VII      | Lauren               | Sono già solo           | 49%        | 51%        | Emma           | I Need Somebody (inedito)  |
| VIII     | Einar                | Difendimi per sempre    | 56%        | 44%        | Biondo         | La mia Ex chiama (inedito) |
| VITTORIA | SQUADRA BIANCA       | SQUADRA BIANCA          | 53%        | 47%        | SQUADRA BLU    | SQUADRA BLU                |

| Squadra Bianca      | Squadra Bianca      | Squadra Bianca          |
| Passa in terza fase | Passa in terza fase | Non passa in terza fase |
| ------------------- | ------------------- | ----------------------- |
| Irama (43%)         | Biondo (32%)        | Emma (25%)              |

#### Terza fase
| PROVA    | IRAMA          | BIONDO           |
| -------- | -------------- | ---------------- |
| I        | Nera (inedito) | Dejavu (inedito) |
| VITTORIA | IRAMA          | IRAMA            |

#### Eliminazione
Per questa settimana al vincitore di puntata (Irama) non viene data la possibilità di salvare alcun/a compagno/a.
| Salvato da Luca Tommassini | Salvati dai professori | Salvati dai professori | Salvati dai professori |
| -------------------------- | ---------------------- | ---------------------- | ---------------------- |
| Bryan                      | Lauren                 | Einar                  | Biondo                 |

#### Sfida diretta canto
Zerbi chiede per Carmen ed Emma una sfida diretta basata su quattro cavalli di battaglia per ciascuna delle due concorrenti, per poi decidere al termine quale delle due eliminare, dal momento che secondo lui si assomiglierebbero artisticamente e che quindi sarebbe più giusto portare avanti diversi generi. La proposta viene inizialmente accettata da tutta la commissione interna, ma successivamente la commissione interna di ballo, dichiara di non sentirsi pronta per una scelta immediata. La sfida diretta viene così rimandata.
| PROVA    | EMMA                      | CARMEN                  |
| -------- | ------------------------- | ----------------------- |
| I        | The Power of Love         | Right to Be Wrong       |
| II       | I Need Somebody (inedito) | Gli uomini non cambiano |
| III      | A Thousand Years          | La complicità (inedito) |
| IV       | Hurt                      | Quando finisce un amore |
| VITTORIA | GIUDIZIO RIMANDATO        | GIUDIZIO RIMANDATO      |

### 6ª puntata
La sesta puntata del serale è andata in onda sabato 12 maggio 2018.

#### Sfida diretta canto
Si conclude la sfida diretta tra Emma e Carmen rimandata dalla scorsa puntata.
| PROVA    | EMMA                                         | CARMEN                                       |
| -------- | -------------------------------------------- | -------------------------------------------- |
| I        | Comparata CANTO con Il Volo Somebody to love | Comparata CANTO con Il Volo Somebody to love |
| II       | Comparata CANTO A Natural Woman              | Comparata CANTO A Natural Woman              |
| III      | con Arisa Meraviglioso amore mio             | con Emma Mi parli piano                      |
| IV       | Nothing Compares 2 U                         | Bella senz'anima                             |
| VITTORIA | PAREGGIO Emma (4) Carmen (4)                 | PAREGGIO Emma (4) Carmen (4)                 |

#### Seconda fase
| PROVA    | SQUADRA BLU     | SQUADRA BLU        | % televoto | % televoto | SQUADRA BIANCA | SQUADRA BIANCA             |
| -------- | --------------- | ------------------ | ---------- | ---------- | -------------- | -------------------------- |
| I        | Lauren          | Hey pachuco        | 52%        | 48%        | Biondo         | Il pescatore               |
| II       | Carmen ed Einar | Grazie perché      | 46%        | 54%        | Irama          | Nera (inedito)             |
| III      | Einar           | Giudizi universali | 58%        | 42%        | Bryan          | Take Me To Church          |
| IV       | Lauren          | I Love You         | 38%        | 62%        | Irama          | Un giorno in più (inedito) |
| V        | Einar           | Se tu non torni    | 61%        | 39%        | Biondo         | La mia Ex chiama (inedito) |
| VI       | Carmen          | Amore disperato    | 51%        | 49%        | Emma           | Unconditionally            |
| VITTORIA | SQUADRA BLU     | SQUADRA BLU        | 51%        | 49%        | SQUADRA BIANCA | SQUADRA BIANCA             |

| SQUADRA BLU         | SQUADRA BLU         | SQUADRA BLU             |
| Passa in terza fase | Passa in terza fase | Non passa in terza fase |
| ------------------- | ------------------- | ----------------------- |
| Carmen (41%)        | Lauren (31%)        | Einar (28%)             |

#### Terza fase
| PROVA    | CARMEN                  | LAUREN      |
| -------- | ----------------------- | ----------- |
| I        | Quando finisce un amore | Mix Rihanna |
| VITTORIA | CARMEN                  | CARMEN      |

#### Eliminazione
Per questa settimana al vincitore di puntata (Carmen) non viene data la possibilità di salvare alcun/a compagno/a.
| Salvata da Luca Tommassini | Salvati dai professori | Salvati dai professori | Salvati dai professori |
| -------------------------- | ---------------------- | ---------------------- | ---------------------- |
| Emma                       | Biondo                 | Einar                  | Irama                  |

#### Sfida diretta Ballo (Vincitore categoria Danza)
Le maestre Celentano e Peparini chiedono per Bryan e Lauren una sfida diretta, basata su 2 coreografie per ciascuno, dalla quale eliminare uno dei due ballerini e decretare così il vincitore della categoria. La proposta viene inizialmente accettata da tutta la commissione interna. Sul punteggio di 5-2 per Lauren (e quindi matematicamente vincitrice del circuito), Rudy dichiara di voler rimandare il giudizio alla puntata successiva, seguito dal resto della commissione di canto.
| PROVA    | BRYAN              | LAUREN             |
| -------- | ------------------ | ------------------ |
| I        | La fine            | Everybody's Free   |
| II       | Wuthering Heights  | Malo               |
| VITTORIA | GIUDIZIO RIMANDATO | GIUDIZIO RIMANDATO |

### 7ª puntata
La settima puntata del serale è andata in onda sabato 19 maggio 2018.
Nella settima puntata Vitasnella assegna al ballerino Bryan una borsa di studio del valore di 25000 €.

#### Sfida diretta Ballo (Vincitore categoria Danza)
Si conclude la sfida diretta tra Bryan e Lauren per la vittoria della categoria danza rimandata dalla scorsa puntata.
| PROVA    | BRYAN                        | LAUREN                              |
| -------- | ---------------------------- | ----------------------------------- |
| I        | con Al Bano Nel sole         | con Massimo Ranieri Perdere l'amore |
| II       | Medley Jam / Smooth Criminal | I Got Rhythm                        |
| III      | Comparata BALLO Physical     | Comparata BALLO Physical            |
| VITTORIA | LAUREN (5)                   | BRYAN (3)                           |

#### Prima partita
| PROVA    | SQUADRA BLU              | SQUADRA BLU              | % televoto | % televoto | SQUADRA BIANCA          | SQUADRA BIANCA           |
| -------- | ------------------------ | ------------------------ | ---------- | ---------- | ----------------------- | ------------------------ |
| I        | Einar                    | Futura                   | 48%        | 52%        | Irama                   | Le tasche piene di sassi |
| II       | Carmen                   | Comparata CANTO Titanium | 54%        | 46%        | Emma                    | Comparata CANTO Titanium |
| III      | Lauren                   | What's Up                | 39%        | 61%        | Irama                   | Che ne sai (inedito)     |
| IV       | Carmen ed Einar con J-Ax | Maria Salvador           | 50%        | 50%        | Emma e Biondo con Fedez | Cigno nero               |
| VITTORIA | SQUADRA BIANCA           | SQUADRA BIANCA           | 49%        | 51%        | SQUADRA BLU             | SQUADRA BLU              |

Televoto di salvataggio
| SQUADRA BIANCA | SQUADRA BIANCA | SQUADRA BIANCA |
| -------------- | -------------- | -------------- |
| Irama (37%)    | Biondo (32%)   | Emma (31%)     |

#### Eliminazione
| Salvato dalla commissione esterna | Salvati dai professori | Salvati dai professori | Salvati dai professori | Salvati dai professori | Salvati dai professori |
| --------------------------------- | ---------------------- | ---------------------- | ---------------------- | ---------------------- | ---------------------- |
| Irama                             | Lauren                 | Carmen                 | Biondo                 | Emma                   | Einar                  |

#### Seconda partita
| PROVA    | SQUADRA BLU                | SQUADRA BLU                | % televoto | % televoto | SQUADRA BIANCA   | SQUADRA BIANCA              |
| -------- | -------------------------- | -------------------------- | ---------- | ---------- | ---------------- | --------------------------- |
| I        | Lauren                     | Singing in the Rain        | 45%        | 55%        | Emma con Al Bano | È la mia vita               |
| II       | Carmen con Massimo Ranieri | Tu si na cosa grande pe me | 56%        | 44%        | Biondo           | Salirò                      |
| III      | Carmen                     | Per Elisa                  | 55%        | 45%        | Irama            | Ti ho voluto bene veramente |
| IV       | Carmen ed Einar            | La vida es bella           | 56%        | 44%        | Emma e Irama     | Cheap Thrills               |
| V        | Lauren                     | Applause                   | 48%        | 52%        | Biondo           | Quattro mura (inedito)      |
| VITTORIA | SQUADRA BLU                | SQUADRA BLU                | 53%        | 47%        | SQUADRA BIANCA   | SQUADRA BIANCA              |

| SQUADRA BLU         | SQUADRA BLU         | SQUADRA BLU             |
| Passa in terza fase | Passa in terza fase | Non passa in terza fase |
| ------------------- | ------------------- | ----------------------- |
| Einar (55%)         | Carmen (30%)        | Lauren (15%)            |

#### Terza fase
| PROVA    | EINAR                           | CARMEN       |
| -------- | ------------------------------- | ------------ |
| I        | Salutalo da parte mia (inedito) | Oggi sono io |
| VITTORIA | CARMEN                          | CARMEN       |

#### Eliminazione
Per questa settimana al vincitore di puntata (Carmen) non viene data la possibilità di salvare alcun/a compagno/a.
| Salvata da Luca Tommassini | Salvati dai professori | Salvati dai professori |
| -------------------------- | ---------------------- | ---------------------- |
| Lauren                     | Irama                  | Emma                   |

#### Sfida diretta canto
Il professor Di Francesco, chiede per Biondo ed Einar una sfida diretta, basata su 5 cavalli di battaglia per ciascuno, dalla quale eliminare uno dei due concorrenti. 
| PROVA    | BIONDO                     | EINAR                    |
| -------- | -------------------------- | ------------------------ |
| I        | Dejavu (inedito)           | Una lunga storia d'amore |
| II       | Una carezza in un pugno    | Falco a metà             |
| III      | Roof Garden (inedito)      | Chissà se lo sai         |
| IV       | Strip Club (inedito)       | Il diario degli errori   |
| V        | La mia Ex chiama (inedito) | Non c'è (inedito)        |
| VITTORIA | EINAR (7)                  | BIONDO (1)               |

### 8ª puntata
L'ottava puntata del serale è andata in onda domenica 27 maggio 2018.

#### Prima partita
| PROVA    | SQUADRA BLU                     | SQUADRA BLU                | % televoto | % televoto | SQUADRA BIANCA           | SQUADRA BIANCA              |
| -------- | ------------------------------- | -------------------------- | ---------- | ---------- | ------------------------ | --------------------------- |
| I        | Lauren con Christian De Sica    | Soldi soldi soldi          | 36%        | 64%        | Irama con Ornella Vanoni | L'appuntamento              |
| II       | Einar con Gino Paoli            | Che cosa c'è               | 48%        | 52%        | Emma                     | True Colors                 |
| III      | Carmen                          | Il cielo                   | 49%        | 51%        | Irama                    | Nera (inedito)              |
| IV       | Lauren con Elisa e Carla Fracci | Luce                       | 37%        | 63%        | Emma con Annalisa        | Il mondo prima di te        |
| V        | Einar                           | Nessuno vuole essere Robin | 59%        | 41%        | Irama                    | Nessun grado di separazione |
| VITTORIA | SQUADRA BIANCA                  | SQUADRA BIANCA             | 53%        | 47%        | SQUADRA BLU              | SQUADRA BLU                 |

#### Eliminazione
| Salvato dalla commissione esterna | Salvate dai professori | Salvate dai professori | Salvate dai professori | In Sfida Diretta |
| --------------------------------- | ---------------------- | ---------------------- | ---------------------- | ---------------- |
| Irama                             | Emma                   | Lauren                 | Carmen                 | Einar            |

#### Seconda partita
| PROVA    | SQUADRA BLU               | SQUADRA BLU                  | % televoto | % televoto | SQUADRA BIANCA | SQUADRA BIANCA                        |
| -------- | ------------------------- | ---------------------------- | ---------- | ---------- | -------------- | ------------------------------------- |
| I        | Carmen con Gigi D'Alessio | Medley Anema e Core / Cu'mme | 48%        | 52%        | Irama          | Un giorno in più (inedito)            |
| II       | Lauren                    | Show Me How to Burlesque     | 42%        | 58%        | Emma           | Say Something                         |
| III      | Carmen                    | I Know Where I've Been       | 57%        | 43%        | Irama          | Io vorrei... non vorrei... ma se vuoi |
| IV       | Lauren con Riki           | Tremo - Dolor de cabeza      | 42%        | 58%        | Irama          | Voglio solo te (inedito)              |
| V        | Carmen                    | Nel blu dipinto di blu       | 52%        | 48%        | Emma           | Stay                                  |
| VITTORIA | SQUADRA BIANCA            | SQUADRA BIANCA               | 51%        | 49%        | SQUADRA BLU    | SQUADRA BLU                           |

#### Terza fase
| PROVA    | IRAMA                | EMMA                 |
| -------- | -------------------- | -------------------- |
| I        | Un respiro (inedito) | Too good ad goodbyes |
| VITTORIA | IRAMA                | IRAMA                |

#### Eliminazione
Per questa settimana al vincitore di puntata (Irama) e al direttore artistico del serale (Luca Tommassini) non viene data la possibilità di salvare alcuna concorrente.
| Salvate dai professori | Salvate dai professori |
| ---------------------- | ---------------------- |
| Lauren                 | Carmen                 |

#### Sfida diretta canto
La commissione interna di canto chiede per Einar ed Emma una sfida diretta, basata su 3 cavalli di battaglia per ciascuno, dalla quale eliminare uno dei due concorrenti. 
| PROVA    | EMMA       | EINAR          |
| -------- | ---------- | -------------- |
| I        | Ciao Adios | Lei            |
| II       | Photograph | All of Me      |
| III      | Halo       | Vedrai, vedrai |
| VITTORIA | PAREGGIO   | PAREGGIO       |

### Semifinale
La semifinale del serale è andata in onda sabato 3 giugno 2018.

#### Prima manche
In questa prima fase a giudicare e scegliere all'unanimità chi potrà accedere direttamente alla finale sono la commissione interna ed esterna.
| Concorrente                | Esibizione                                | Esito                         |
| -------------------------- | ----------------------------------------- | ----------------------------- |
| Carmen con Gianna Nannini  | Medley Meravigliosa creatura / Fenomenale | Non accede ancora alla finale |
| Lauren con Beppe Fiorello  | Lu tambureddu                             | Non accede ancora alla finale |
| Einar con Fiorella Mannoia | E penso a te                              | Non accede ancora alla finale |
| Emma con Álvaro Soler      | Medley El mismo sol / Sofia               | Non accede ancora alla finale |
| Irama con Fabrizio Moro    | Pensa                                     | Non accede ancora alla finale |

#### Seconda manche
In questa seconda fase a giudicare e scegliere chi potrà accedere direttamente alla finale sono il televoto e la commissione interna. Viene mostrato un parziale del televoto, attraverso le carte, che segnalano Carmen in prima posizione. I candidati per l'accesso alla finale sono Irama e Carmen. 
| Concorrente | Esibizione          | Esito                     |
| ----------- | ------------------- | ------------------------- |
| Carmen      | Your Song           | Candidata alla finale     |
| Irama       | Nera (inedito)      | Candidato alla finale     |
| Lauren      | Technologic         | Non candidata alla finale |
| Emma        | Love Me Like You Do | Non candidata alla finale |
| Einar       | Se telefonando      | Non candidato alla finale |

##### Spareggio
Carmen e Irama si sfidano in uno spareggio, per decretare l’elezione del secondo finalista.
| PROVA    | CARMEN                  | IRAMA                   |
| -------- | ----------------------- | ----------------------- |
| I        | Nothing's Real But Love | Quando ho incontrato te |
| VITTORIA | IRAMA                   | CARMEN                  |

#### Terza manche
In questa terza fase a giudicare e scegliere chi potrà accedere direttamente alla finale è solo la commissione interna. Le candidate per l'accesso alla finale sono Lauren ed Emma. 
| Concorrente | Esibizione                       | Esito                     |
| ----------- | -------------------------------- | ------------------------- |
| Emma        | IDGAF                            | Candidata alla finale     |
| Carmen      | Quando nasce un amore            | Non candidata alla finale |
| Lauren      | Medley Big Big Booty - Rap Vogue | Candidata alla finale     |
| Einar       | Sailing                          | Non candidato alla finale |

##### Spareggio
Emma e Lauren si sfidano in uno spareggio, per decretare l'elezione della terza finalista.
| PROVA    | EMMA       | LAUREN             |
| -------- | ---------- | ------------------ |
| I        | Let Her Go | Angel By The Wings |
| VITTORIA | LAUREN     | EMMA               |

#### Quarta manche
In questa quarta fase a giudicare e scegliere chi potrà accedere direttamente alla finale è solo la commissione esterna. Le candidate per l'accesso alla finale sono Emma e Carmen. 
| Concorrente | Esibizione               | Esito                     |
| ----------- | ------------------------ | ------------------------- |
| Emma        | Will You Be There        | Candidata alla finale     |
| Einar       | Domani è un altro giorno | Non candidato alla finale |
| Carmen      | Purple Rain              | Candidata alla finale     |

##### Spareggio
Emma e Carmen si sfidano in uno spareggio, per decretare l'elezione della quarta finalista.
| PROVA    | EMMA                       | CARMEN                  |
| -------- | -------------------------- | ----------------------- |
| I        | Dead Man Walking (inedito) | La complicità (inedito) |
| VITTORIA | CARMEN                     | EMMA                    |

#### Ballottaggio
A giudicare il ballottaggio e decretare chi sarà l'eliminato della semifinale e chi si aggiudica l'ultima maglia della finale è il televoto. 
| PROVA    | EMMA                      | EINAR                           |
| -------- | ------------------------- | ------------------------------- |
| I        | I Need Somebody (inedito) | Salutalo da parte mia (inedito) |
| II       | È la mia vita             | Se io, se lei                   |
| VITTORIA | EINAR (70%)               | EMMA (30%)                      |

### Finale
La finale del serale è andata in onda in diretta lunedì 11 giugno 2018.
- Come per le precedenti edizioni i vincitori delle singole sfide e il vincitore finale sono stati decisi tramite televoto.
- Irama vince la diciassettesima edizione di Amici e il premio di 150000 €.
- Lauren Celentano vince il premio della categoria Danza di 50000 €.
- Il premio della critica, anch'esso del valore di 50000 €, viene assegnato a Lauren Celentano.
- Il premio E-Campus, che comprende una borsa di studio del valore di 20000 €, viene assegnato a Carmen Ferreri.
- Viene inoltre assegnato il premio Radio 105 di un valore di 20000 € a Irama.

Nel tabellone sono indicate le singole sfide disputate nel corso della puntata finale. Laddove le singole sfide sono contrassegnate da un colore, si indica chi in quel momento è in vantaggio nel televoto. I colori rispecchiano le divise indossate dal singolo componente nella puntata finale.

#### Prima sfida
| PROVA    | EINAR                              | LAUREN                         | Vantaggio  |
| -------- | ---------------------------------- | ------------------------------ | ---------- |
| I        | con Alessandra Amoroso Due destini | Mix                            | Einar      |
| II       | Sognami                            | con Stjepan Hauser We Are Free | Lauren     |
| III      | Salutalo da parte mia (inedito)    | con Michele Bravi Another Love | N.D.       |
| IV       | Mi sono innamorato di te           | All That Jazz                  | N.D.       |
| QUARTA   | LAUREN 47%                         | LAUREN 47%                     | LAUREN 47% |
| VITTORIA | EINAR 53%                          | EINAR 53%                      | EINAR 53%  |

#### Seconda sfida
| PROVA    | EINAR                           | CARMEN                        | Vantaggio  |
| -------- | ------------------------------- | ----------------------------- | ---------- |
| I        | Io che amo solo te              | con Emma Un amore così grande | Einar      |
| II       | Vorrei                          | Dedicato                      | Einar      |
| III      | Notte d'agosto (inedito)        | Stand by Me                   | N.D.       |
| IV       | Giudizi universali              | La complicità (inedito)       | Carmen     |
| V        | Chi ama non dimentica (inedito) | La voce del silenzio          | N.D.       |
| TERZO    | EINAR 49%                       | EINAR 49%                     | EINAR 49%  |
| VITTORIA | CARMEN 51%                      | CARMEN 51%                    | CARMEN 51% |

#### Finalissima
| PROVA     | CARMEN                  | IRAMA                      | Vantaggio  |
| --------- | ----------------------- | -------------------------- | ---------- |
| I         | If Ain't Got You        | Nera (inedito)             | N.D.       |
| II        | Caruso                  | Un giorno in più (inedito) | Irama      |
| III       | I Know Where I'Ve Been  | con Elisa The Monster      | N.D.       |
| IV        | Tra le mani (inedito)   | Sally                      | Irama      |
| V         | Let It Be               | Chiamami ancora amore      | N.D.       |
| VI        | Quando finisce un amore | Voglio solo te (inedito)   | N.D.       |
| SECONDA   | CARMEN 37%              | CARMEN 37%                 | CARMEN 37% |
| VINCITORE | IRAMA 63%               | IRAMA 63%                  | IRAMA 63%  |

## Commissione della critica
Nell'ultima puntata è presente una commissione per assegnare tra i finalisti il premio della critica del valore di 50000 €. La commissione è composta da:
| Laura Larcan        | Il Messaggero        |
| Andrea Laffranchi   | Corriere della Sera  |
| Luca Dondoni        | La Stampa            |
| Renato Franco       | Corriere della Sera  |
| Claudia Fascia      | Ansa                 |
| Antonella Nesi      | AdnKronos            |
| Alessandro Ferrucci | Il Fatto Quotidiano  |
| Paolo Giordano      | Il Giornale          |
| Marco Mangiarotti   | QN                   |
| Elisabetta Esposito | Gazzetta dello Sport |
| Cinzia Marongiu     | Tiscali              |
| Andrea Amato        | TvZoom.it            |
| Cinzia Bancone      | Tv Talk              |
| Davide Maggio       | DavideMaggio.it      |
| Domenico Catagnano  | Tgcom24.it           |
| Francesca D'Angelo  | Libero               |
| Anna Lupini         | TvZap.it             |
| Franco Zanetti      | Rockol               |
| Ylenia              | Radio 105            |
| Diego Odello        | Tv Blog              |

## Giuria

### Commissione interna
Canto
- Giusy Ferreri
- Rudy Zerbi
- Carlo Di Francesco
- Paola Turci

Ballo
- Garrison
- Veronica Peparini
- Alessandra Celentano
- Bill Goodson

### Commissione esterna
Giuria d'eccezione
Legenda:
     Presente in puntata

| Giurato            | Puntate | Puntate | Puntate | Puntate | Puntate | Puntate | Puntate | Puntate | Puntate    | Puntate | Totale |
| Giurato            | 1ª      | 2ª      | 3ª      | 4ª      | 5ª      | 6ª      | 7ª      | 8ª      | Semifinale | Finale  | Totale |
| ------------------ | ------- | ------- | ------- | ------- | ------- | ------- | ------- | ------- | ---------- | ------- | ------ |
| Giulia Michelini   |         |         |         |         |         |         |         |         |            |         | 10     |
| Heather Parisi     |         |         |         |         |         |         |         |         |            |         | 10     |
| Simona Ventura     |         |         |         |         |         |         |         |         |            |         | 10     |
| Marco Bocci        |         |         |         |         |         |         |         |         |            |         | 7      |
| Alessandra Amoroso |         |         |         |         |         |         | 5       |         |            |         |        |
| Ermal Meta         |         |         |         |         |         |         |         |         |            | 8       |        |
| Emma               |         |         |         |         |         |         |         |         |            |         | 4      |
| Arisa              |         |         |         |         |         |         |         |         |            |         | 4      |
| Michelle Hunziker  |         |         |         |         |         |         |         |         |            |         | 4      |
| Gerry Scotti       |         |         |         |         |         |         |         |         |            |         | 4      |
| Elisa              |         |         |         |         |         |         |         |         |            |         | 4      |

## Ospiti
| Puntata    | Messa in onda  | Ospiti | Presenza fissa | Duettanti                                                                                             |
| ---------- | -------------- | --- | -------------- | --- |
| 1          | 7 aprile 2018  | – | Geppi Cucciari | Laura Pausini, Fabri Fibra, Alice Merton                                                              |
| 2          | 14 aprile 2018 | Francesco Totti, Pretty BIG Movement                                                                              | Geppi Cucciari | Gianni Morandi, Ghali                                                                                 |
| 3          | 21 aprile 2018 | Diego Armando Maradona, Belén Rodríguez, Bebe Vio, ILL-Abilities Crew, Paddy Jones con Nico Espinosa              | Geppi Cucciari | Rita Pavone, Loredana Bertè, Francesco Gabbani                                                        |
| 4          | 28 aprile 2018 | Stefano De Martino, Fedez, Marco Ruben, Old Men Groowing, Paddy Jones con Nico Espinosa                           | Geppi Cucciari | Alessandra Amoroso, Emma, Roby Facchinetti e Riccardo Fogli con The Kolors                            |
| 5          | 5 maggio 2018  | Antonino Cannavacciuolo, Chase Johnsey con Aaron Robison, Oscar Hernandez, Paddy Jones con Nico Espinosa          | Geppi Cucciari | Elisa, Ermal Meta                                                                                     |
| 6          | 12 maggio 2018 | Luca Argentero, Belén Rodríguez, 4Thirty-Two Curvy Girl Dance Squad, Stix, Paddy Jones con Nico Espinosa          | Geppi Cucciari | Il Volo, Arisa, Emma                                                                                  |
| 7          | 19 maggio 2018 | Romina Power, Twerk School Roma, Shorty con Silvia Go Go, Paddy Jones con Nico Espinosa, Romina Jr. Carrisi Power | Geppi Cucciari | Massimo Ranieri, Al Bano, Fedez, J-Ax                                                                 |
| 8          | 27 maggio 2018 | Sophia Loren, Laura Chiatti, Martín Castrogiovanni                                                                | Geppi Cucciari | Ornella Vanoni, Christian De Sica, Gino Paoli, Annalisa, Elisa con Carla Fracci, Gigi D'Alessio, Riki |
| Semifinale | 3 giugno 2018  | Diana Del Bufalo                                                                                                  | Geppi Cucciari | Gianna Nannini, Beppe Fiorello, Fiorella Mannoia, Álvaro Soler, Fabrizio Moro                         |
| Finale     | 11 giugno 2018 | Pio e Amedeo | Geppi Cucciari | Alessandra Amoroso, Stjepan Hauser, Michele Bravi, Emma, Elisa                                        |

## Ascolti

### Serale
| Puntata    | Messa in onda  | Telespettatori | Share  | Fonte  |
| ---------- | -------------- | -------------- | ------ | ------ |
| 1          | 7 aprile 2018  | 3 996 000      | 20,77% | [ 4 ]  |
| 2          | 14 aprile 2018 | 3 770 000      | 20,79% | [ 5 ]  |
| 3          | 21 aprile 2018 | 3 792 000      | 21,55% | [ 6 ]  |
| 4          | 28 aprile 2018 | 3 568 000      | 19,50% | [ 7 ]  |
| 5          | 5 maggio 2018  | 3 809 000      | 20,94% | [ 8 ]  |
| 6          | 12 maggio 2018 | 4 290 000      | 21,37% | [ 9 ]  |
| 7          | 19 maggio 2018 | 4 114 000      | 23,01% | [ 10 ] |
| 8          | 27 maggio 2018 | 3 811 000      | 20,19% | [ 11 ] |
| Semifinale | 3 giugno 2018  | 4 065 000      | 21,82% | [ 12 ] |
| Finale     | 11 giugno 2018 | 4 872 000      | 25,10% | [ 13 ] |
| Media      | Media          | 4 009 000      | 21,50% |        |

## L'interesse delle case discografiche
Anche durante quest'edizione è stata data la possibilità ad alcuni cantanti di firmare un contratto con alcune case discografiche per la realizzazione degli EP d'esordio. In particolare si tratta di:
- Irama con la Warner Music, con cui il 1º giugno 2018 ha pubblicato l'EP Plume.
- Carmen Ferreri con la Universal Music Italia, con cui il 1º giugno 2018 ha pubblicato l'EP La complicità.
- Einar con la Sony Music, con cui il 1º giugno 2018 ha pubblicato l'EP Einar.
- Emma Muscat con la Warner Music,  con cui il 1º giugno 2018 ha pubblicato l'EP Moments.
- Biondo con la Sony Music, con cui il 1º giugno 2018 ha pubblicato l'EP Dejavu.
- Zic con la Sony Music, con cui il 1º giugno 2018 ha pubblicato l'EP Zic.